# ウシュトゥルファン地震
ウシュトゥルファン地震（ウシュトゥルファンじしん）は、2024年1月23日の2時09分（CST）に新疆ウイグル自治区のウシュトゥルファン県で発生したMw7.0の地震である。

## メカニズム
震源地付近は、東北東に向かう逆断層、左横ずれ断層、山間盆地が多数あることが特徴。
地震が発生した地域は地震活動が活発的だが、M6.5以上の地震は少なく、過去100年間で震源地から250km以内に発生したM6.0を超える地震は3件のみであり、最大のものは1978年に発生したM7.1の地震である。

## 地震
中国地震台網はマグニチュードが7.1であると報じ、USGSはマグニチュードが7.0であると報じた。また、少なくとも余震が4,200回観測された。

### 観測した揺れ
USGSのPAGERサービスによると、改正メルカリ震度はXIとなっている。

## 被害

### 中国
この地震によりアクチ県では3人が死亡したほか、9632人が避難した。また、6人が負傷し、47軒の家屋が倒壊し、さらに78軒が被害を受けた。
全体では、少なくとも210軒の家屋が崩壊し、8,079軒の家屋が被害を受けた。

### カザフスタン
67人が負傷したほか、アルマトイ州全体で少なくとも44棟の建物が被害を受けた。

### キルギス
少なくとも100棟の建物が被害を受けた。また、ビシュケクとトルガルト峠の間の道路では、複数の地滑りや落石が報告された。

### ロシア
クルガンでは、少なくとも2つの建物が損傷し、246人が避難した。